# フィロソマ (シューティングゲーム)
『フィロソマ』(PHILOSOMA)はソニー・コンピュータエンタテインメントが1995年7月28日に発売していたPlayStation向けの強制スクロールシューティングゲームである。演出担当は福永莞爾、音楽担当は大谷幸。
エンディングのムービーは、難易度の高いモードになるにつれてストーリーの核心に迫る内容となっている。

## 概要
横スクロール（サイドビュー、サイドクォータービュー）、縦スクロール（トップビュー）、3D奥（または手前）スクロールなど、各ステージには様々な視点でスクロールする場面が混在する。3D部は、ステージ自体はポリゴン、敵キャラクターやプレイヤーキャラクター、弾丸等はビルボード（二次元画像）である。
シールド制と機数制で、2重に張られているシールドが無くなり、実機のみになってダメージを受けると自機が爆発して一機を失い、その場で復活する。残機がゼロになると、ゲームオーバーとなり、ステージの最初からやり直しとなる。
本作品において、「フィロソマ」は、生体システム又はメカニズムの総称を指す。大きく分けて、「媒体」にガメトサイト遺伝子を移植するゾエア期、サナギ状態のファージ期、ファージ期を終えたフィロソマが脱皮して進化するプラヌラ期（プラヌラ成体）の3つに分かれる。

## 特徴
ステージ単位で区切られており、仮に途中でゲームオーバーとなっても、クリアした次のステージからゲームを始めることが可能となっている。故に、シューティングが苦手であっても、1ステージずつ進めればなんとかエンディングまで辿り着ける仕様となっている。
最初から数種類の武器を装備しており、それを使い分けることでステージを攻略していく。前方と後方からの攻撃があり、それをいかに武器を切り替えて切り抜けていくかがゲーム攻略の鍵となっている。
「シネマティックシューティング」が示すように、全体的にムービーシーンにこだわって作られている。ステージ中での各シーンの切り替えには、違和感の無いように必ずムービークリップが挿入されている。各編隊をフォネティックコードで呼び合っている、味方をフレンドリーと呼ぶ、敵味方不明機をボギーと呼ぶ等、雰囲気へのこだわりをもって制作されている。
作品としては、操作機体のパイロットであるD-3視点で進行するが、書籍として発売された「ザ・ワールド・オブ・フィロソマ PHILOSOMA perfect guide book」では、全キャラクターの描写や心情を交えた小説形式で物語を解説する。

## 登場する機体

### F/A-37 STREGA
- 建造費480億ドル（2097年当時レート）
- キャノピーは透明アルミニウムの二重構造
- 単独での大気圏離脱が可能
- 水中での作戦行動が可能
- バルカン、レーザー、荷電粒子砲等々、さまざまな兵装を標準装備し、オプションとして中距離対空ミサイル・ランサー、短距離誘導ミサイル・ウッドペッカーを装備可能
- 超低空侵攻用に、グランド・モード形態に変形可(詳細は下記記載)。
- サポートAIとして、ボイス対応タイプ人工知能の凍項電子新社製祥雲LLN68（通称アリス）を7台搭載（開発期間10年）
- 名門航空機メーカー、ブラッドフォード・アズミ・アエロスペース（BAA）社が制作した宇宙戦闘攻撃機
- ディスプレイには、双星電子社製多目的CRT・美麗五式を使用
- エンジンには、BAA重工社製飛龍FAS.909Dbis2可変サイクルエンジンを4基搭載。推力はアフターバーナー使用時で80トンを超える

#### メインウェポン
バルカン口径20ミリの劣化ウラニウム弾を発射する。単純な破壊力の点では他の武器に劣るが、連射性がそれをカバーしている。武器の中では一番射撃範囲が広い。
レーザー敵を貫通する威力の高い武器。発射中に機体を移動させれば、攻撃有効範囲も広がる。障害物を超えて敵を攻撃できる利点を持つ。
アサルトブレイカー荷電粒子ビームを放つ武器。連射することも可能だが、その本来の威力は、エネルギーを最大までチャージした時に発揮される。ある程度チャージすると、敵を貫通するショットを打つことができる。
レイブレッド本来は対地攻撃用のパラグレネード。本作品では、後方の敵を攻撃するために利用される。命中すると爆風を発生させ、それに触れる敵にもダメージを与えられる。

#### サブウェポン
MRMダルドフ社製 中距離対空ミサイル。通称ランサー。目標選択アルゴリズムにより、ランサー同士は、同じ目標を狙わないという機能を持ち、複数の敵を効率よく倒せる。攻撃力も高い。
SRMヒューズ・エアクラフト社製 短射程空対空ミサイル。通称ウッドペッカー。赤外線とCCDイメージセンサを併用した誘導方式により、高い命中率を誇る。撃ち放しタイプのミサイルである。
BGRバスターグレネード。発射後に、凄まじい閃光と爆発を起こす高性能爆弾。弾数が限られているので、連続的な使用はできないが、ストレガの装備する武器の中では、攻撃範囲、威力ともに最高の性能を持つ。

#### その他
ヴァリュートシステム大気圏突入用の装備。外見は黒い風船のようなもので、大気の断熱圧縮からストレガを守る。ストレガ専用の装備というわけではなく、ボーイングエアロスペース社が実用化した、この頃広く使われている標準的な装備である。
アサルトウイング機首前方に、腕のように突き出ている。この中に各種武器弾薬、その他の装備（ヴァリュート等）を収納している。
グランド・モード後部メインエンジン2基と、アサルトウイングを、機体下部に移動させる事で行う、超低空進入モード。戦闘機でありながら、地上戦も行える。安定したホバリングも可能。
ロケット弾おそらく、対地または大型目標に対する武器と思われる。ゲーム中では、プレイヤーが使用する事はなく、ムービーでのみ、使用が確認できる。
EMP耐性ガンマ線や電磁波に対する防護処置。これにより、核爆発で発生する電磁嵐でも、機能を失うことがない。

### SCV-13 ギャラント
UNF第7独立任務部隊の母艦。退役間近の老朽艦だが、UNF最新鋭戦闘機であるストレガを定数一杯、予備機も含めて20機を配備している。随伴する巡洋艦等無い独航艦。

### グレインジャー
空中補給機。ストレガ3機分の同時補給能力を持つ。補給システムは自動化されており、空中にいながら燃料や弾薬等の補給が可能。ストレガの補給は、グレインジャーの胴体上部に設けられた甲板に着艦して行なう。全長約300メートル、重量2,000トンの巨大な無尾翼機。近接迎撃用として2門のバルカンを持つが、最大の武器は、フルステルスと呼ばれる光学迷彩等も利用したステルス能力である。これにより、グレインジャーを探知するのは遠距離からではまず不可能とされる。
ギャラントに搭載されているグレインジャーのコードネームは、「スターリン」。

## 登場人物

### 母艦
SCV-13 ギャラント
スタンレー・キナバル大佐
ギャラントの艦長。国籍はアメリカ。48歳。
アイバン・コックス少佐
エア・ボス兼任のギャラント副長。あだ名は「アイスマン」。ロシア系移民のアメリカ人。39歳。
グレインジャー
ハイウッド中尉

### ストレガ
アルファ・フライト
パイロット名不明
ブラボー・フライト
フィル・ターナー
ブラボー・フライトリーダー。ラングの親友。
チャーリー・フライト
ニコラ・ミショー大尉
チャーリー・フライトリーダー。コックスにより賠償金の免除と釈放のかわりにUNFへ引き抜かれた女性。国籍はスコットランド。27歳。
カート
クラウス
ハント中尉
デルタ・フライト
アイザック・ラング大尉
デルタ・フライトリーダー。国籍はアメリカ。32歳。
カレン・レイノックス中尉
スコットランドの貴族階級出身の女性。国籍はフランス。25歳。
D-3
プレイヤーが操作する機体の搭乗者で、D-3はコードネーム（デルタフライト３番機の意と思われる）尉でパイロットとしての腕は優秀。作中LLN68のサポートをほとんど頼らない。作中はデルタ・フライトの最後方で撃ちもらしや小隊の後方から追撃する敵の足止めを担当する。
エコー・フライト
ウィリー・バートン大尉
エコー・フライトリーダー。
トム・ロルフ中尉
フォックストロット・フライト
バジル・ボールドウィン中尉
ボリス・アレクセーエフ中尉

### その他
ローランド・クラーク
2030年生。科学者・哲学者。2087年に科学探査船「S・ホーキング」に搭乗し行方不明となる。The World of PHILOSOMA（双葉社 1995）の小説に登場する事件の首謀者。

## キャスト
- D-3：鈴木勝美
- ニコラ・ミショー：田中敦子
- アイザック・ラング：堀内賢雄
- カレン・レイノックス：岡村明美
- スタンレー・キナバル：大塚明夫
- アイバン・コックス：長島雄一
- ALICE：堀越真己

### 開発版オープニングムービー声優一覧
- D-3：無し
- ニコラ・ミショー：沢海陽子
- アイザック・ラング：一条和矢
- スタンレー・キナバル：麦人
- カレン・レイノックス：小林優子
- 市民1：風間信彦

## その他
- エイリアン2から多大な影響を受けており、大気圏突入シーン等、オープニングに類似シーンを確認できる。
- 「It's not a movie. It's a shooting game.」というキャッチフレーズのもとに開発された。
- 発売前の仮タイトルは『ORA-194』だった。
- ディスク内には、ゲーム中には使用されていないムービーシーンの音声が存在する。
- 福永莞爾氏はボイス録音時に、プロデューサーから「アニメっぽい声にはしたくない、でも洋画の吹き替えのような演出も避けて欲しい」と言われ、苦慮の末、「アメリカ人が喋るようなイメージ」で演出をしたとされる。
- PlayStation 2で発売されたフェイズパラドックスは、本作品の続編とされる。本作中のストレガ、母艦ギャラント等が登場する。ただし、D-3が登場しない等、一部で設定の食い違いが見られる。
- 2004年4月1日には、ボーダフォン（新ソフトバンクモバイル）のボーダフォンライブ!のS!アプリにて携帯ゲームとしてリメイクされた。iアプリ版も開発されている。携帯電話版では、ムービーシーンは無い。
- フィロソマとは、イセエビなどの幼生プランクトンの名称であるが、The World of PHILOSOMA（双葉社 1995）の小説においては哲学のフィロソティと、紐状ウイルスを意味するフィロウイルスというラテン語からクラークが命名したとされる。その他、関連の生態名や敵に存在するミラキディウム等も幼生の名前から採っている。
- サポートAIのアリスというニックネームは、ルイス・キャロルの小説に由来する。ルイス本人が数学者で論理学者であり、AIに繋がる論理の功績を残したので、その業績を記念して付けられたものとされている。
- 本編には登場しない没ムービーが存在する。The World of PHILOSOMA（双葉社 1995）付属のCDに一部収録されている。
- キー操作を使った裏技が存在する。ゲーム中にスタートボタンでポーズし、方向キーを「↓ → ↑ ← ↓ → ↑ ←」と全8個入力してポーズを解除すると、自機ストックが99機になる。
- PHASE 2のデモ中に表示される大型ビジョンの女性は、オプションの設定難易度によって異なる女性が表示される。